# Стаклишкский деканат
Ста́клишкский декана́т (лит. Stakliškių dekanatas) — один из семи деканатов епархии Кайшядориса римско-католической церковной провинции Вильнюса. Объединяет приходы в пределах Бирштонского самоуправления и восточной части Пренайского района Каунасского уезда Литвы. В настоящее время в Стаклишкский деканат входит пять приходов.
Должность окружного викария Стаклишкского деканата  занимает священник Йонас Далинявичюс (лит. Jonas Dalinevičius).

## Приходы деканата
- Бирштонский приход (лит. Birštono Šv. Antano Paduviečio parapija);
- Езнасский приход (лит. Jiezno Šv. arkangelo Mykolo ir Jono Krikštytojo parapija);
- Нямаюнайский приход (лит. Nemajūnų Šv. apaštalų Petro ir Pauliaus parapija);
- Стаклишкский приход (лит. Stakliškių Švč. Trejybės parapija);
- Ужугуостский приход (лит. Užuguosčio Šv. apaštalų Petro ir Pauliaus parapija).

## Храмы деканата

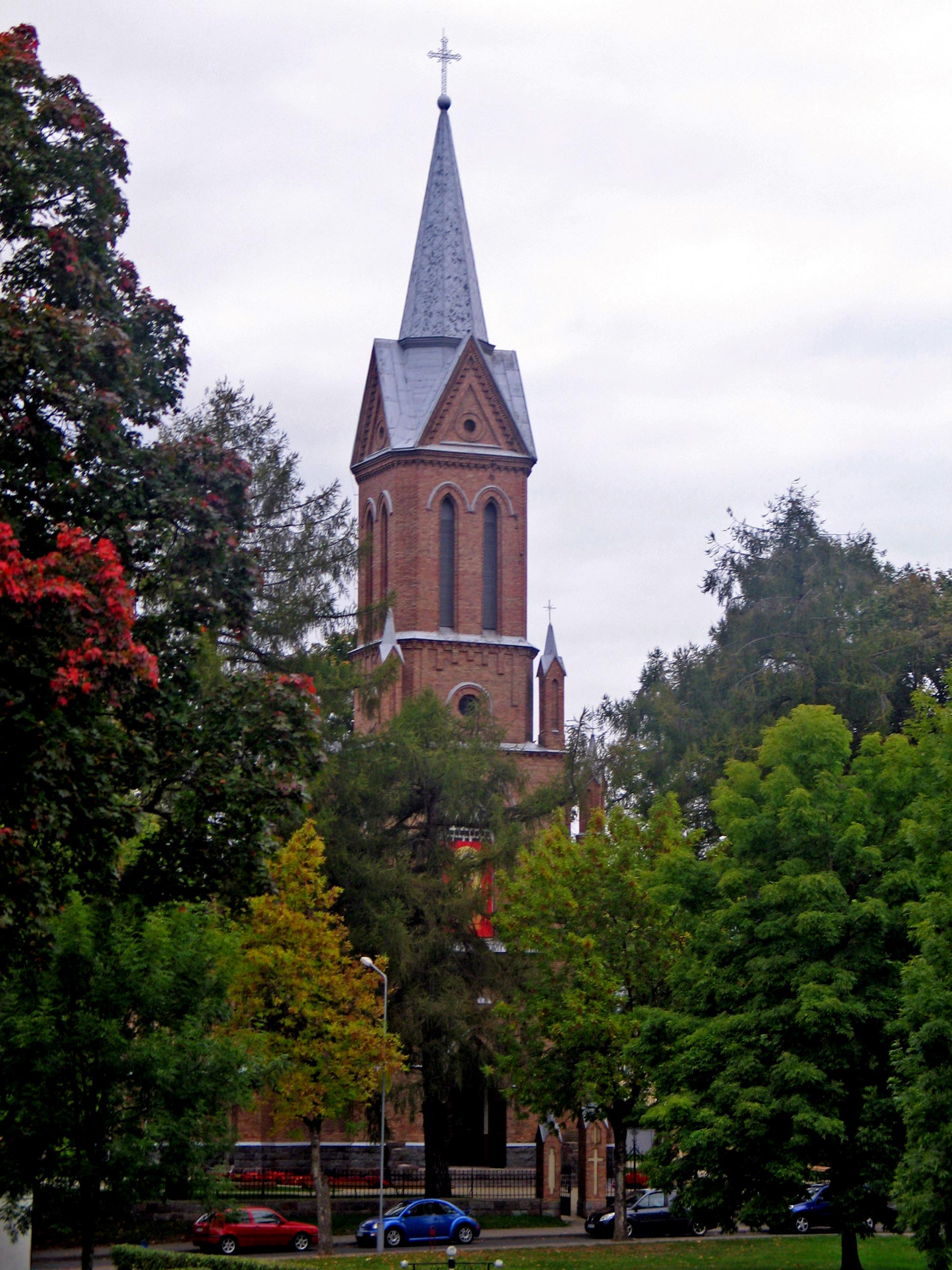
Церковь Святого Антония Падуанского в Бирштонасе
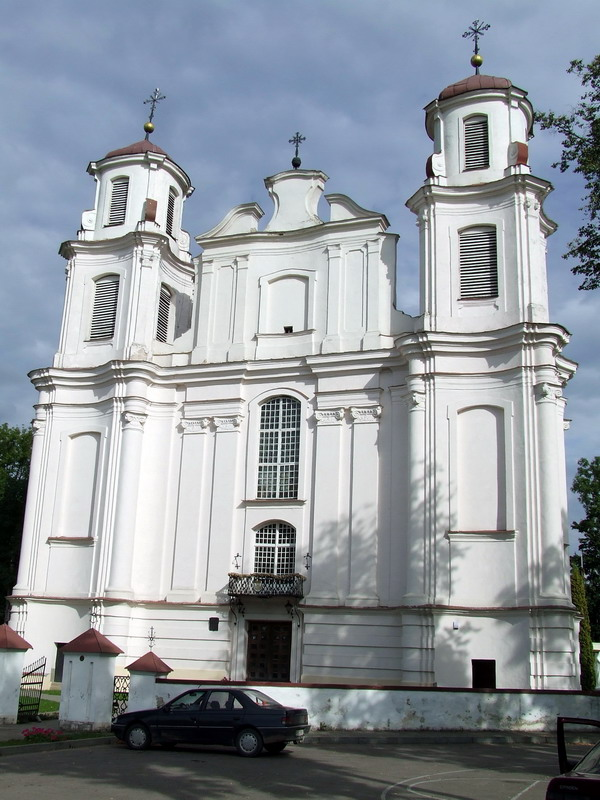
Церковь Святых Архангела Михаила и Иоанна Крестителя в Езнасе
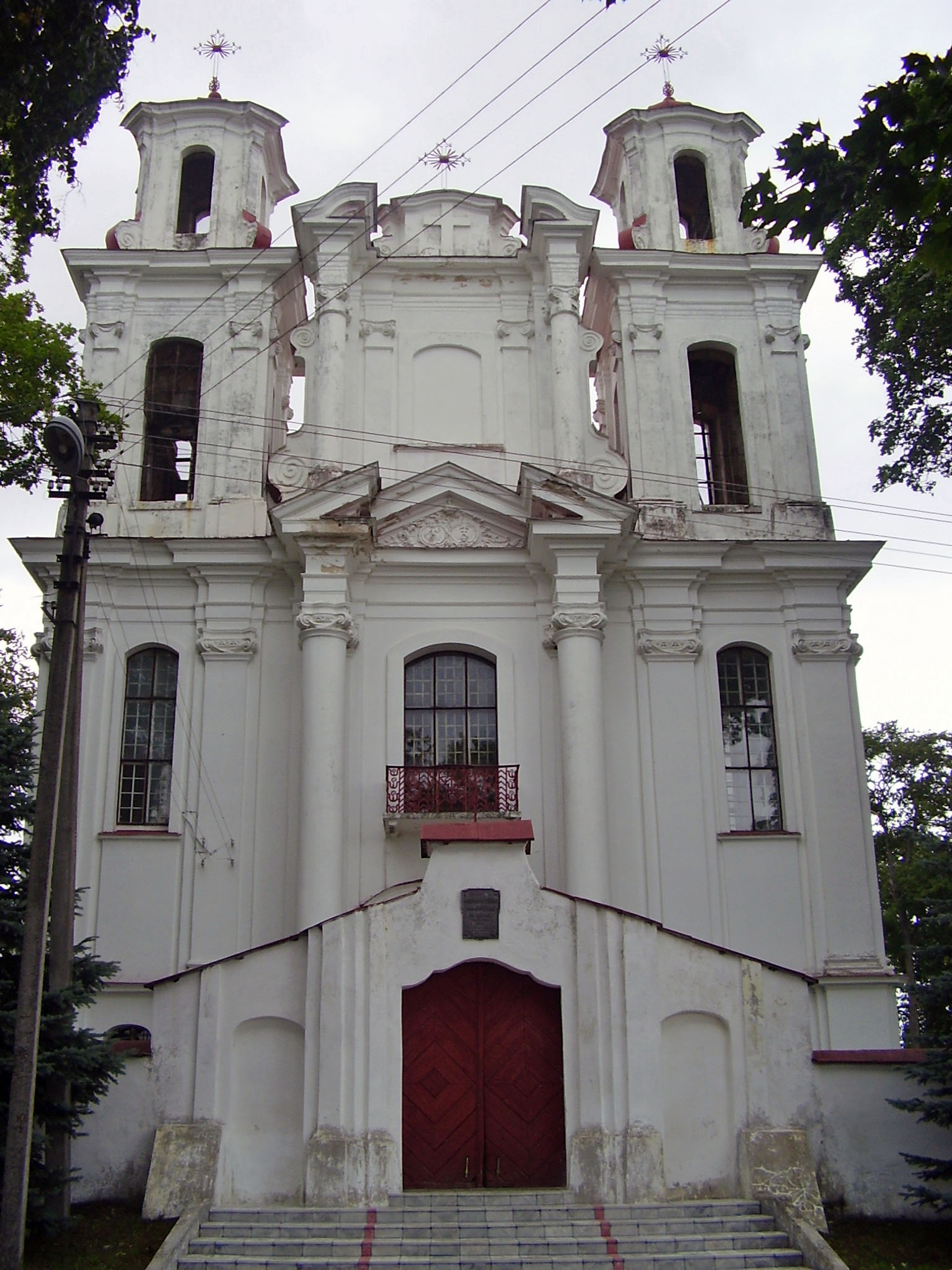
Церковь Святой Троицы в Стаклишкесе
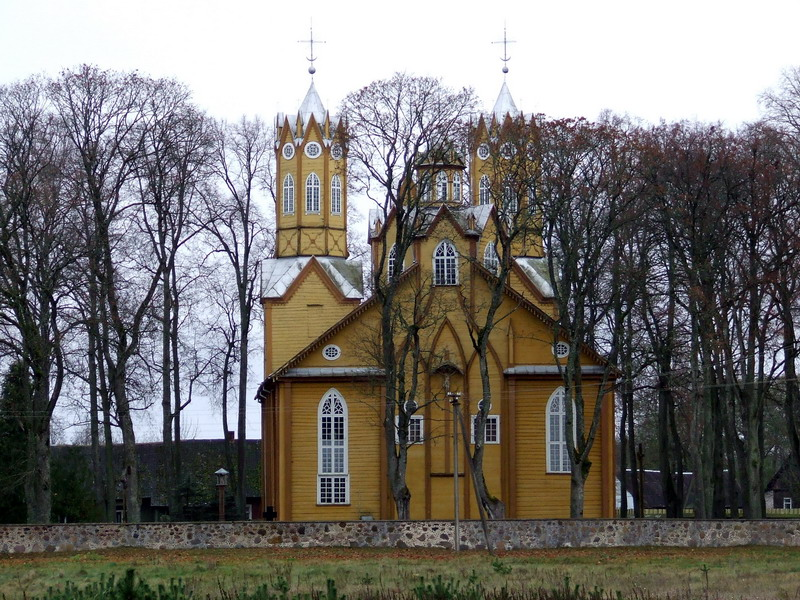
Церковь Святых Апостолов Петра и Павла в Нямаюнае
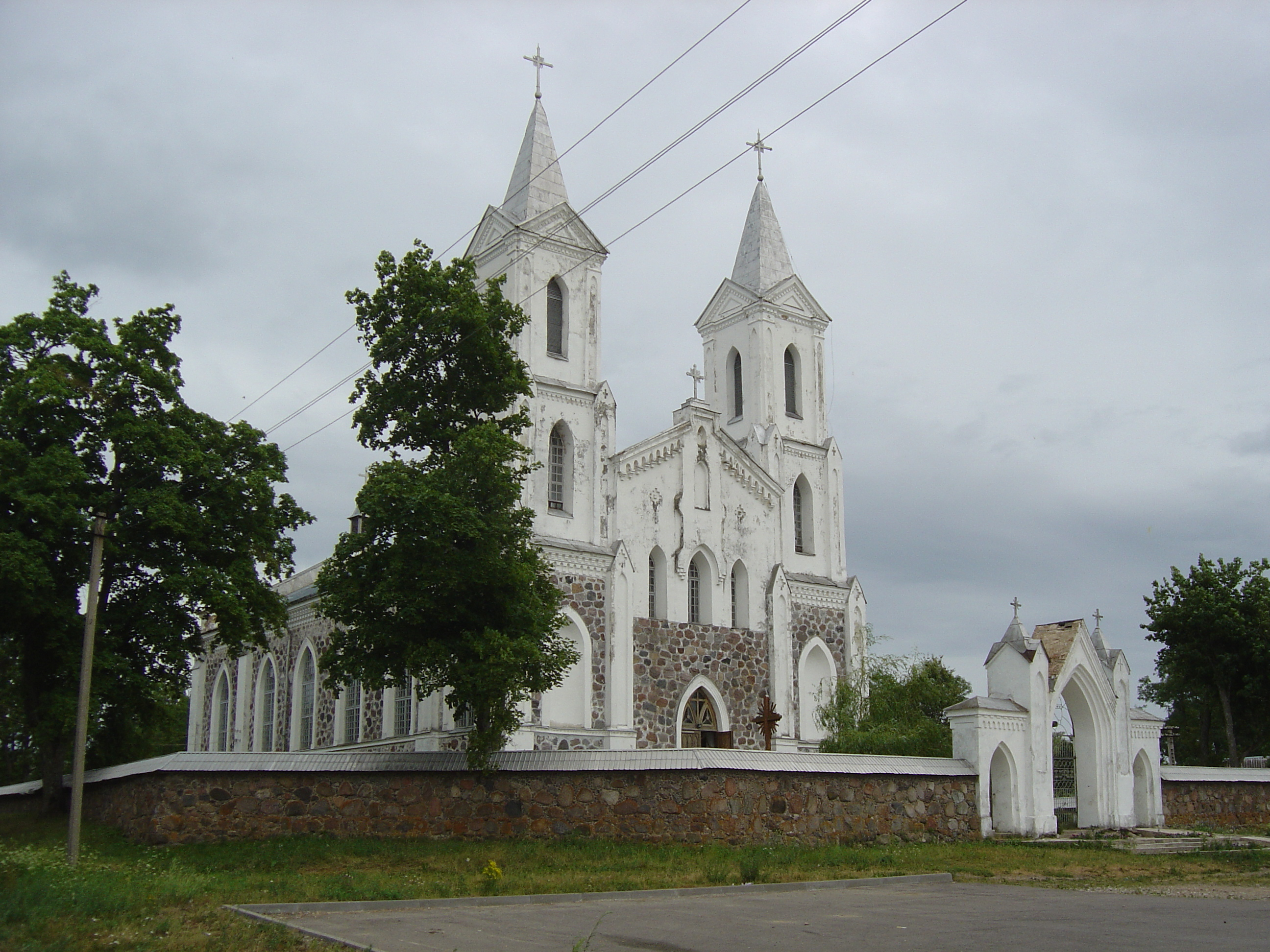
Церковь Святых Апостолов Петра и Павла в Ужугуостисе